# Oreodera aliciae
Oreodera aliciae là một loài bọ cánh cứng trong họ Cerambycidae.